# Patrick Hetzel
Patrick Hetzel (nascido em 2 de julho de 1964) é um político republicano francês que é membro da Assembleia Nacional desde 2012. Ele representa o 7º distrito eleitoral de Bas-Rhin.